# Henrik Jais-Nielsen

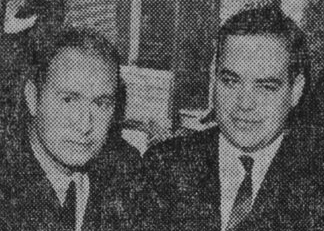
Henrik Jais-Nielsen och Bengt Blasberg

Henrik Peter Jais-Nielsen, född 16 januari 1930 i Köpenhamn, är en dansk-svensk arkitekt verksam i Helsingborg. 

## Biografi
Jais-Nielsen, som är son till konstnärerna Jais Nielsen och Ville Jais Nielsen, avlade studentexamen i Hellerup 1948 och utexaminerades från Kunstakademiets Arkitektskole i Köpenhamn 1954. Han anställdes hos Kay Fisker 1952 och flyttade senare till Sverige, där han anställdes hos Ralph Erskine 1955 och hos Lennart Tham 1957. Under studietiden i Köpenhamn hade Jais-Nielsen fått kontakt med Bengt Blasberg, som utexaminerades samma år. År 1957 fick Blasberg uppdraget att rita Allers förlags nya byggnad i Helsingborg, vilket förde honom och Jais-Nielsen till staden där de samma år grundade Arkitektfirman Bengt Blasberg & Henrik Jais-Nielsen. Resultatet blev en djärv strukturalistisk byggnad med fasader i aluminium. Bland de mer framstående projekt kontoret senare stod bakom i Helsingborg var radhus vid Sankt Clemensgatan i Helsingborg samt parhus vid Pålsjö skog 1984. 1987 vann paret tävlingen om Växjö konserthus och 1990 blev Mats White delägare i firman, mycket tack vare sina insatser i tävlingen. Blasberg drog sig tillbaka under 90-talet och firman bytte namn till Henrik Jais-Nielsen Mats White arkitekter AB. 1999 vann kontoret tävlingen om ett Språk- och litteraturcentrum för Lunds universitet och 2000 vann man Kasper Salinpriset för kvarteret Slottet i Helsingborg.

## Verk i urval

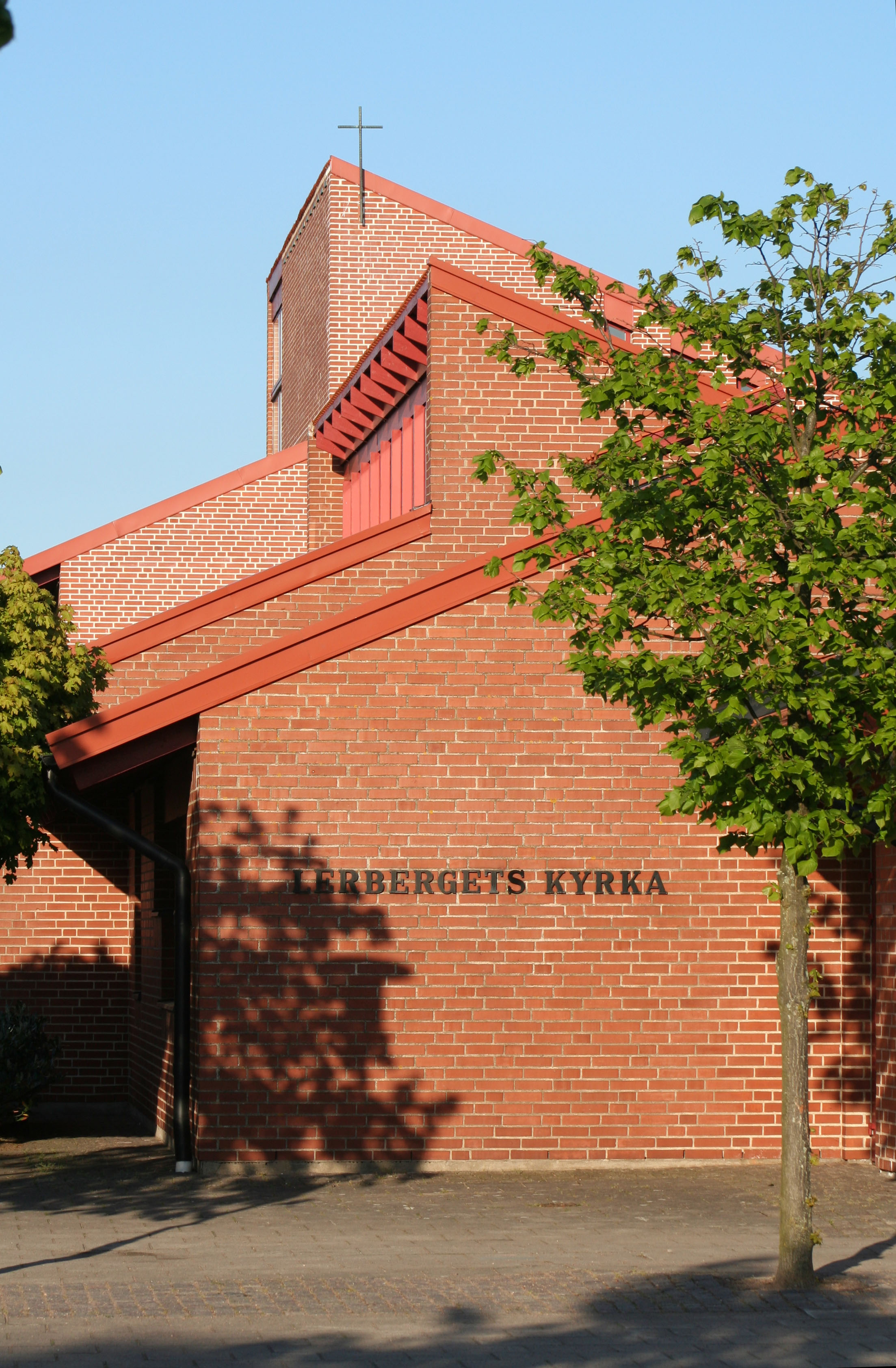
Lerbergets kyrka

- Allers förlags Tryckeri i Hälsingborg, 1958, 1963-64, 1972-74, 1988  (med Bengt Blasberg)
- Lars Foss Kemi, fabriksbyggning, Fredensborg, 1962  (med Bengt Blasberg)
- Bjuvs centrumkyrka, Bjuv, 1969-79 (med Bengt Blasberg)
- Allers förlags huvudkontor, Helsingborg, 1972-74 (med Bengt Blasberg)
- Lerbergets kyrka, Lerberget, 1981-83 (med Bengt Blasberg)
- Örestrands Lägerkyrka, Höganäs, 1982-83 (med Bengt Blasberg)
- Bokforlaget Bra Böcker, Höganäs, 1982-83 (med Bengt Blasberg)
- Växjö konserthus, Växjö, 1988-91 (med Mats White och Ib & Henrik Wibroe)
- Gatukök vid Konsul Olssons plats, Helsingborg (med Bengt Blasberg)
- Kvarteret Slottet, Helsingborg (med Mats White)
- Språk- och litteraturcentrum, Lund, 1999 (med Mats White)